# Apeadeiro de Banhos de Amieira

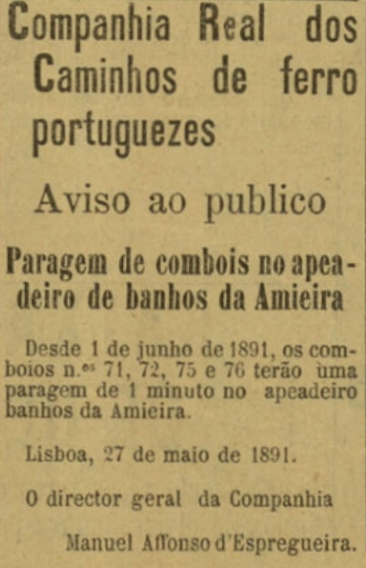
Aviso ao público de 1891 sobre este apeadeiro.

O apeadeiro de Banhos de Amieira, originalmente denominado de Banhos d’Amieira ou de Banhos da Amieira, foi uma gare da Linha do Oeste, que servia a estância termal com o mesmo nome, no Distrito de Coimbra, em Portugal.

## Descrição

### Localização e acessos
Como apeadeiro numa linha de via única, esta interface tinha uma só plataforma, situada do lado poente da via (lado esquerdo do sentido ascendente, para Figueira da Foz).

## História
Este apeadeiro insere-se no lanço da Linha do Oeste entre Leiria e Figueira da Foz, que entrou ao serviço em 17 de Julho de 1888, pela Companhia Real dos Caminhos de Ferro Portugueses.
Em 15 de Maio de 1902, vários comboios passaram a ter paragem no apeadeiro de Banhos d’Amieira, apenas para serviços de passageiros. Nos horários de Junho de 1913, surge com a categoria de estação.
Em 1934, esta interface inseria-se numa tarifa especial da Companhia dos Caminhos de Ferro Portugueses para estações e apeadeiros que serviam estâncias balneares e termais.

Em Junho de 1980, esta interface voltou a aparecer apenas como apeadeiro, sendo utilizado por comboios do serviço Regional dos Caminhos de Ferro Portugueses. Nos horários de Maio de 1983, já não se encontrava inserido, apesar de figurar ainda no mapa de 1985. Foi oficialmente eliminado da rede ferroviária em 20 de Outubro de 2011.